# Tandheelkundige
Een tandheelkundige is iemand die de bevoegdheid heeft, na inschrijving in een register volgens de Wet op de Beroepen in de gezondheidszorg (BIG), de tandheelkunde uit te oefenen.
Een van de eersten die als tandheelkundige wordt genoemd is Abulcasis.